# Димитрије Кантемир (Васлуј)
Димитрије Кантемир (рум. Dimitrie Cantemir) насеље је у Румунији у округу Васлуј у општини Димитрије Кантемир. Oпштина се налази на надморској висини од 114 m.

## Становништво
Према подацима из 2002. године у насељу је живело 3038 становника, од којих су сви румунске националности.

### Хронологија
| Година       | 1992 | 1993 | 1994 | 1995 | 1996 | 1997 | 1998 | 1999 | 2000 | 2001 | 2002 | 2003 | 2004 | 2005 | 2006 | 2007 | 2008 | 2009 | 2010 | 2011 | 2012 | 2013 | 2014 | 2015 | 2016 | 2017 |
| ------------ | ---- | ---- | ---- | ---- | ---- | ---- | ---- | ---- | ---- | ---- | ---- | ---- | ---- | ---- | ---- | ---- | ---- | ---- | ---- | ---- | ---- | ---- | ---- | ---- | ---- | ---- |
| Становништво | 3365 | 3307 | 3258 | 3212 | 3136 | 3107 | 3091 | 3090 | 3117 | 3110 | 3093 | 3067 | 3034 | 3029 | 2983 | 2964 | 2943 | 2922 | 2878 | 2839 | 2784 | 2727 | 2694 | 2646 | 2607 | 2556 |